# Kansas City (Kansas)
Kansas City é uma cidade do estado norte-americano do Kansas, que se encontra fundida à sua vizinha homônima, Kansas City, localizada no estado do Missouri. É a cidade mais importante do estado do Kansas, concentrando a maior parte dos serviços e do comércio do estado. Localiza-se nas margens do rio Missouri, que a interliga com outras cidades importantes, como Saint Louis.

## Geografia
De acordo com o United States Census Bureau, a cidade tem uma área de 332,5 km², onde 323,3 km² estão cobertos por terra e 9,2 km² por água.

## Demografia
Segundo o censo nacional de 2020, a sua população é de 156 607 habitantes e sua densidade populacional é de 470 hab/km². É a terceira cidade mais populosa do Kansas. Possui 61 969 residências, que resulta em uma densidade de 191,70 residências/km².